# Pont Neuf, Toulouse
Pont Neuf ('Novi most') je najstarejši ohranjen most čez Garono v Toulousu. Povezuje Place Esquirol in Rue de Metz z Rue de la République.

## Opis
Pont Neuf premošča Garono, ki teče med visokimi zidovi starega mesta na desnem bregu na zahodu do nekdanjega predmestja Saint-Cyprien. Ker tukaj reka naredi levo ovinek, je njena najnižja točka bližje staremu mestu. Približno 220 m dolg most ima torej sedem neenakomernih lokov, največji lok zunaj središča pa je bližje desnemu bregu. Sledita dva manjša loka na desni in štirje manjši loki na levi, gledano v smeri toka reke. Na levem zahodnem bregu se most nadaljuje preko približno 85 m dolge rampe z dvema lokoma, ki tam nista več vidna na ravni ulice. Največji lok iz lahkega apnenca in rdeče rjave opeke ima čisto odprtino okoli 30 m, najmanjši pa okoli 18 m. Cestna površina se rahlo dviga z obeh strani proti središču največjega loka.
Košarasti loki so podprti z močnimi, vendar komaj iz vode štrlečimi, med 7 in 12 m širokimi stebri, ki se spredaj in zadaj zožijo, kronajo jih manjše predgradnje. V spandrelu med loki so velike odprtine za zmanjšanje vodnega tlaka v primeru poplav. Domnevno naj bi te odprtine, ki jih obdaja apnenec, prvotno predstavljale levje gobce, vendar so bile zaradi stroškov izdelane v enostavnejši obliki.
Most, vključno z dekorativnim svetlim robom na robu ceste, je med kamnitimi parapeti širok približno 22 m in obok sam pa približno 19,50 m. Cesta je trenutno (2011) razdeljena na dva avtobusna pasova in vozni pas, ki vodi proti zahodu. Na obeh straneh je kolesarska steza in pešpot pot.
Most je ponoči osvetljen, pogosto v različnih barvah.
Takoj pod zahodnim koncem mostu je Hôtel-Dieu Saint-Jacques, pred katerim v reko štrli zadnji preostali steber in lok nekdanjega Pont Vieux.

## Zgodovina gradnje
Toulouse je imel različne lesene mostove čez Garono, zlasti Pont Vieux in Pont de la Daurade, pokrit leseni most, ki ga je bilo treba znova in znova obnavljati . Že leta 1481 se je mestni svet ukvarjal z gradnjo novega opečnega mostu, vendar je šele leta 1541 kralj Franc I. odobril financiranje z regionalnimi davki, kar bi moralo biti omejeno na trajanje predvidenega kratkega gradbenega obdobja.
Leta 1542 so skupini šestih zidarjev in mizarjev naročili, naj načrtujejo ločni most z banjastimi loki in pregledajo rečno dno z uporabo dolge železne palice, ki je bila edina možna metoda v tistem času. Naslednje leto se je delo začelo pod vodstvom Nicolasa Bachelierja po načrtih, ki so se očitno spremenili s prvim [3] stebrom na levem bregu, ki je bil suh v nizki vodi in je bil verjetno dokončan leta 1544. Gradnja levega opornika je že naletela na velike tehnične in verjetno finančne težave, tako da je bila dokončana šele po letu 1550.
Dela na drugem stebru so se začela leta 1554. Vendar je trajalo do konca leta 1555, dokler izkopna jama, obdana z leseno steno, ni bila dovolj zatesnjena v reki. Le nekaj dni pred polaganjem temeljnega kamna je bila gradbena jama poplavljena in so jo poplave končno odnesle.
Maja 1556 je zato mesto naročilo oddalo podjetniku, ki je obljubil, da bo zgradil preostale stebre. Osem mesecev pozneje so bila izvedena prva dela, ki so počasi napredovala in naslednjega februarja so strokovnjaki ugotovili, da se gradbena dela sploh ne ujemajo s prejetimi predplačili, podjetnika pa so vrgli v zapor. Pozneje sta bila najdena dva resna mizarja, ki sta drugi steber zgradila od 1558 do 1559. Po petnajstih letih sta bila dokončana dva stebra in opornik. Tretji  steber je bil dokončan leta 1561.
Ker noben podjetnik ni hotel več tvegati gradnje mostu, je mesto moralo nadaljnja dela izvesti kot režijsko delo. Tudi za četrti steber skoraj ni bilo mogoče posušiti terena za temelj. Ingénieur du roi je na pomoč poklical stroj za izkopavanje izkopne jame, vendar so temelj za steber postavili, preden so bila dosežena res stabilna tla. Steber se je zlomil in njegov spodnji del je začel drseti. Šele leta 1567 je bilo mogoče sanirati četrti steber.
Približno ob istem času se je kraljeva uprava, ki je iz leta v leto podaljševala davke na gradnjo odločila, da bo vodenje gradnje iz mesta prenesla na državo. Leta 1579 so se lotili petega stebra. Pod vodstvom Dominiqueja Bachelierja, sina Nicolasa, je bil steber zasnovan na pilotih, ker stabilna tla niso bila dosežena; dela so bila dokončana v dveh letih, vendar se je ta steber prelomil na dva dela in poplave Garone leta 1610 so ga odplaknile.
Od leta 1581 do 1597 so morali gradbena dela zaradi osme hugenotske vojne ustaviti .
Šesti steber je bil izveden pod vodstvom arhitektov Pierra Souffrona in Dominiqueja Capmartina med letoma 1597 in 1601 v zelo veliki gradbeni jami, v kateri je bilo mogoče do leta 1606 ustvariti tudi desni opornik . Peti steber je Souffron med letoma 1610 in 1612 popolnoma obnovil, kot tudi del sedmega loka, prvega na desni. Finančni spori med États de Languedoc in kraljevsko upravo ter izredno močna poplava leta 1613 so odložili nadaljnje napredovanje del.
Zadeva je bila predložena pred kronski svet, ki je ustanovil komisijo, v kateri je bil tudi Jacques Lemercier. Lemercier je ustvaril dve zasnovi za mostne loke, eno od njih je potrdil kronski svet 30. septembra 1614 in postavil osnovo za dodelitev gradbenih del konzorciju petih gradbenikov iz Pariza, vključno z Marcelom le Royjem. Ta zasnova z obokanimi okvirji različnih velikosti je postala osnova za končni videz mostu. Marcel le Roy je od leta 1618 kot zastopnika na gradbišče poslal svojega nečaka Françoisa Mansarta, ki je tam ostal do leta 1621. Prvi trije oboki so bili zgrajeni med letom 1615 in začetkom 1619, ko so v četrtem stebru našli nevarne razpoke. Ocenjevanja in posvetovanja so trajala šest let, preden je bil Lemercierjev predlog za obnovitvena dela, ki so se nato izvajala do leta 1626, dokončno sprejet.
Leta 1619 bi lahko začeli delati tudi na desni strani sedmega oboka, v ta namen pa bi bilo treba odstraniti že izvedena dela . Ko je Mansart to začel, so se pojavili prepiri, katerih ozadje niso bile samo težave z Souffronom, ampak predvsem neprijaznost med odgovornimi iz Toulousa na eni in tistimi iz Pariza na drugi. Prišlo je celo do tega, da so Mansarta in njegovega kolega za kratek čas aretirali. Gradbena dela so se zato lahko na tem mestu začela šele leta 1626 in dokončala leta 1632.
Pont Neuf v Toulousu je po širini podoben Pont Neufu v Parizu, zgrajenem v istem obdobju in Pont Henri IV. v Châtelleraultu.
Leta 1614 je Mansart od Lemercierja dobil naročilo, naj na levem koncu mostu zgradi velik lok s stranskimi stolpi, približno polovica jih je bila dokončana leta 1620. Šele leta 1642 je bil slavolok z le delno dokončanim reliefom Ludvika XIII. zgrajen po načrtih Jeana Cailhaua, ki je bil leta 1858 zaradi prometnih razlogov porušen.
Čeprav je bil most dokončan leta 1632 in se je odprl za promet, ga je mladi Ludvik XIV. 19. oktobra 1659 osebno odprl.
Pont Neuf je od takrat vzdržal vse poplave Garone, vključno z močno poplavo iz junija 1875, ki je dosegla vrh lokov.
V letih 1937 in 1947/48 so bila na stebriih izvedena temeljna prenovitvena dela. V mostu so odkrili kanalizacijski sistem za pitno vodo, ki je bil predviden leta 1542. Z levega brega naj bi pitna voda skozi most vodila do vodnega stolpa (rezervoarja) v desnem oporniku, od koder naj bi jo razdelili po mestu.